# Heliophaninae
Sous-famille
Les Heliophaninae forment une sous-famille d'araignées sauteuses qui comprend trente genres distribués dans tous les continents.

## Genres
- Bacelarella
- Carrhotus
- Ceglusa
- Chrysilla
- Cosmophasis
- Echinussa
- Epocilla
- Festucula
- Hakka
- Helicius
- Heliophanillus
- Heliophanoides
- Heliophanus
- Helvetia
- Icius
- Jaluiticola
- Kupiuka
- Maltecora
- Marchena
- Matagaia
- Menemerus
- Natta
- Orsima
- Paraheliophanus
- Phintella
- Plesiopiuka
- Pseudicius
- Tasa
- Theriella
- Yepoella